# Sava Dolinka

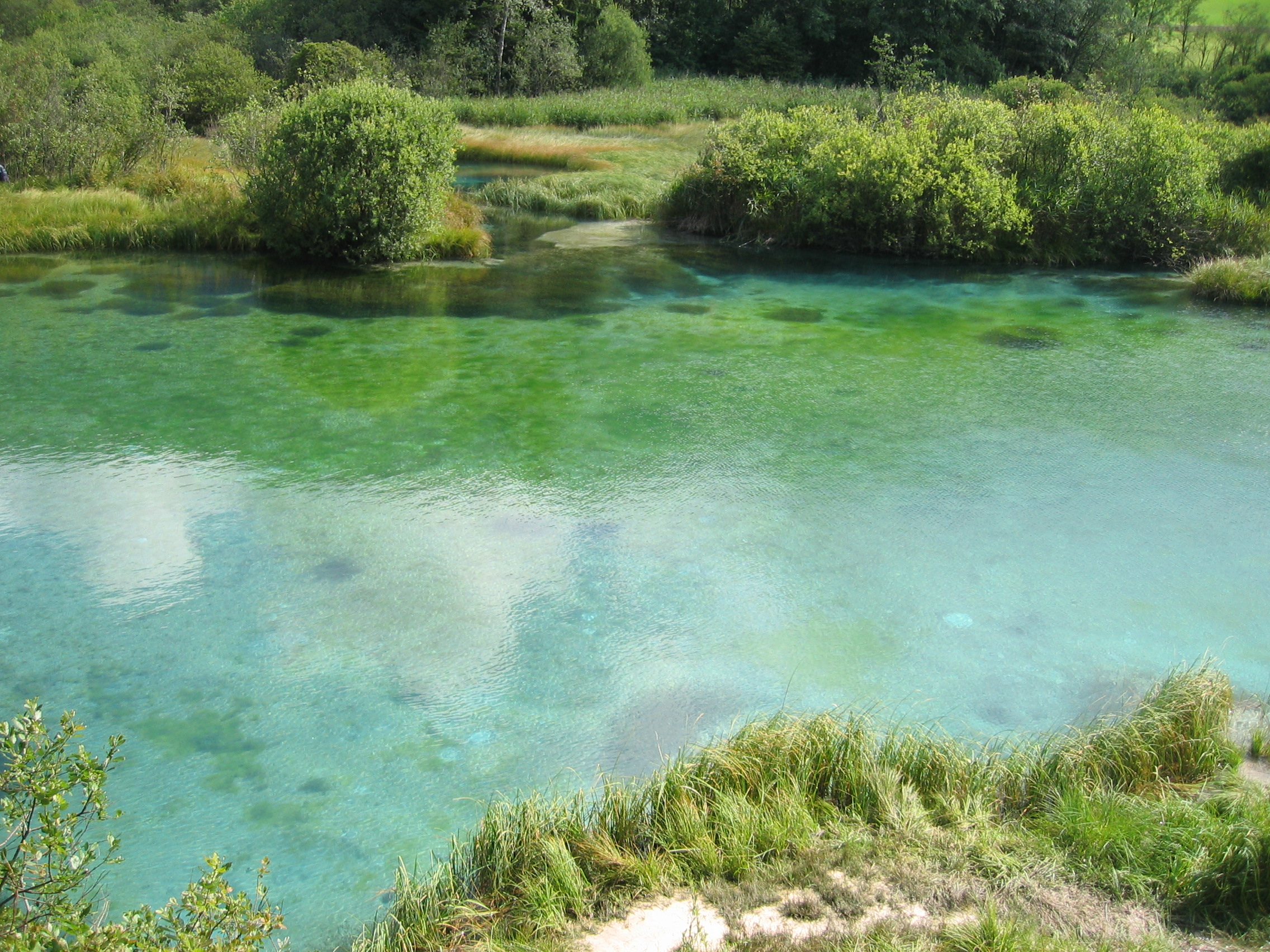
Zelenci in December 2015

La Save Dolinka est une des deux sources de la Save dans le nord-ouest de la Slovénie. La Sava Dolinka de 28 kilomètres de long commence comme la crique Nadiža dans la vallée de Planica sous le mont Zadnja Ponca dans les Alpes juliennes, à une altitude de 1222 m, près de la frontière italienne. Le ruisseau s’enfouit peu après sa source et resurgit à nouveau après 5 km à une altitude de 842 m à Zelenci, près de Kranjska Gora. La Sava Dolinka traverse Kranjska Gora, Gozd Martuljek, Jesenice. La première d’une série de centrales hydroélectriques sur le fleuve, la centrale hydroélectrique de Moste (22,5 MW), est située près de Žirovnica. Il se confond avec la deuxième source majeure de la Save, la Sava Bohinjka, à Radovljica. 

## Source
- (en) Cet article est partiellement ou en totalité issu de l’article de Wikipédia en anglais intitulé « Sava Dolinka » (voir la liste des auteurs).